# Río Malo (Toro)
El río Malo es un curso natural de agua que nace en la cordillera de los Andes de la Región de Coquimbo y fluye con dirección general sur hasta desembocar en el río Toro (Turbio), que las lleva hasta el río Turbio (Elqui), afluente del río Elqui.
Su cauce es a veces nombrado como río Toro (Turbio).

## Trayecto
El río Malo nace cerca de la frontera internacional en la llamada cordillera de Doña Ana en la Provincia de Vicuña, fluye en dirección general sur, pasa por los Baños El Toro y se junta con el río Vacas Heladas para dar origen al río Toro (Turbio) que lleva sus aguas al río Turbio (Elqui) que las entrega al río Elqui.
Poco antes de su confluencia con el río Vacas Heladas recibe por su derecha al río Toro Muerto.

## Caudal y régimen
El caudal del río Malo durante los deshielos de septiembre-diciembre es de 10-60 l/s cerca de la planta proceso y de 150-400 l/s cerca de laguna de sedimentación.

## Historia
Al inicio del trayecto del río Malo se encontraba en funcionamiento hasta el año 2002 la mina El Indio que explotaba oro, plata y cobre. Al finalizar la explotación, la empresa realizó un plan de cierre que consistió, entre otros, en minimizar la infiltración, promover escorrentía superficial fuera del botadero y evitar apozamiento en la superficie. El costo de los trabajos de cierre alcanzó los US$ 70 millones.: 14 
A pesar de ello, una investigación realizada en 2006 sostiene que: "Del análisis realizado se desprende que el Río Malo, que drena dicha área, entrega sus contenidos metálicos [SO42-, Fe, Cu y As] al Río Toro, a partir de donde se van produciendo sucesivos procesos de dilución por el aporte de aguas con bajos contenidos de sulfato y metales pesados (río La Laguna, Incaguaz y Claro)."

Plan de cierre de la mina El Indio respecto al río Malo.